# Terry Winters

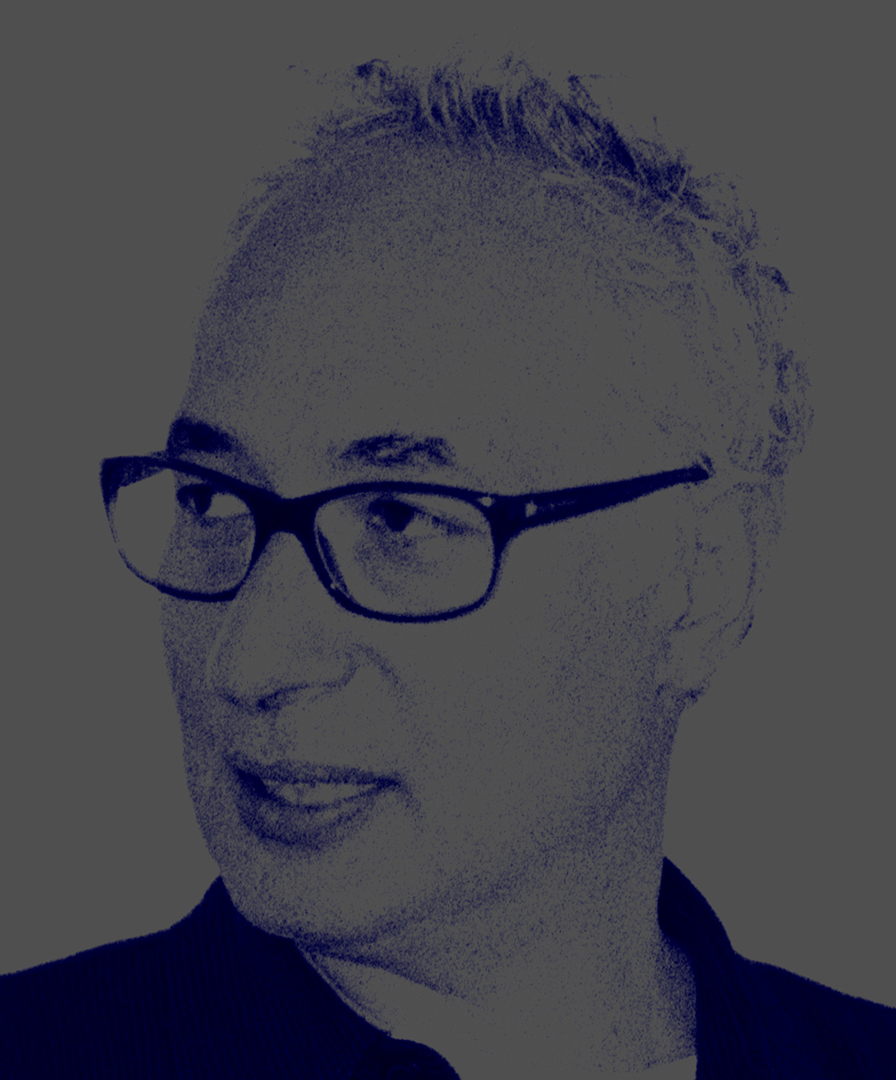
Terry Winters

Terry Winters (* 1949 in Brooklyn, New York City) ist ein US-amerikanischer Maler.

## Leben
Winters machte 1971 seinen Abschluss am Pratt Institute in New York mit einem Bachelor of Fine Arts (BFA). Erst nach Ablauf von zehn Jahren hatte der Künstler im Jahre 1982 seine erste Einzelausstellung in der New Yorker Sonnabend Gallery, wo er noch viele Jahre weiter ausstellte. Heute (2011) sind seine Werke im Besitz großer Museen und seine Arbeiten wurden weltweit ausgestellt.
Winters wird in New York durch die Matthew Marks Gallery vertreten. Seit 2013 ist er Mitglied der American Academy of Arts and Letters.

## Museen, in denen Winters’ Werke gezeigt werden (Auswahl)
- Museum of Modern Art, Manhattan, New York City
- Walker Art Gallery, Minneapolis, Minnesota, USA
- Museum Folkwang[2], Essen

## Ausstellungen (Auswahl)
- 2016: Terry Winters: Das Kabinett des Malers. Terry Winters im Dialog mit der Natur, Kunsthaus Graz, Graz, Österreich
- 2010/2011: Terry Winters, Bilder, Böhm-Chapel, Jablonka Galerie, Hürth-Kalscheuren[3]
- 2008: Terry Winters: Recent Works, Studio d'Arte Raffaelli, Trento, Italien
- 2007: Terry Winters, Tomio Koyama Gallery, Tokio, Japan
- 2006: New Paintings, Jablonka Galerie, Köln
- 2005: Terry Winters: Prints & Sequences, Colby College Museum of Art, Waterville, Maine, USA
- 2004: Terry Winters, 1981 - 1986, Matthew Marks Gallery, New York
- 2003: Terry Winters: Zeichnungen/Drawings, Staatliche Graphische Sammlung München in der Pinakothek der Moderne
- 2002: Terry Winters: Paintings, White Cube, London, England
- 2000: Terry Winters, Kunsthalle Basel, Basel
- 1998: Terry Winters, Whitechapel Art Gallery, London
- 1995: Terry Winters; Foundations and Systems, Galerie Fred Jahn, München
- 1992: Terry Winters, Whitney Museum of American Art, Manhattan, New York
- 1990: Terry Winters: 14 Drawings, 14 Etchings, Galerie Jahn und Fusban, München
- 1988: Terry Winters, Galerie Max Hetzler, Köln
- 1987: Terry Winters: Painting and Drawing, Walker Art Centre, Minneapolis, Minnesota, USA
- 1986: Terry Winters: Eight Paintings, Tate Gallery, London
- 1985: Whitney Biennial, Manhattan, New York
- 1982: Terry Winters, Sonnabend Gallery, Manhattan, New York